# Gibraltarska skala
Gibraltarska skala (iz arabskega imena Jabal Ṭāriq جبل طارق, dob. »Tarikova gora«) je monolitna apnenčasta gora, visoka 426 m, ki dominira nad zahodnim vhodom v Sredozemsko morje. Je blizu konca ozkega 9 kilometrov dolgega rta, ki se razteza proti jugu v Sredozemsko morje in je na britanskem ozemlju Gibraltarja ter 27 km severovzhodno od španske Tarife, jugozahodne konice Evrope na Iberskem polotoku. Skala služi kot neosvojljiva trdnjava in vsebuje labirintsko mrežo umetnih predorov, znanih kot Gibraltarski predori. Večji del zgornjega območja obsega naravni rezervat, ki je dom približno 300 berberskih makakov (Macaca sylvanus). Je velika turistična atrakcija.
Gibraltarska skala, severni od dveh zgodovinskih Herkulovih stebrov, je bila Rimljanom znana kot Mons Calpe, drugi južni steber na afriški strani Gibraltarskega preliva pa je bil Mons Abila, danes identificirana kot Monte Hacho ali Jebel Musa, z razdaljo približno 27 km med obema 'stebroma'. Po starodavni legendi, ki so jo spodbujali Grki in Feničani in kasneje prevzeli Rimljani, sta stebra označevala zahodno mejo znanega sveta, čeprav so Feničani pluli onstran te točke v Atlantski ocean, tako proti severu kot proti jugu.

## Geologija
Gibraltarska skala je monoliten rt. Glavni greben je oster z vrhovi nad 400 metrov nad morsko gladino, ki ga tvorijo zgodnjejurski apnenci in dolomiti. Gre za globoko erodiran in močno poškodovan krak prevrnjene gube. Sedimentne plasti, ki sestavljajo Gibraltarsko skalo, so prevrnjene, pri čemer najstarejše plasti prekrivajo najmlajše plasti. Te plasti so formacija skrilavca Katalonskega zaliva (najmlajša), gibraltarski apnenec, formacija skrilavca Little Bay (najstarejša) in formacija skrilavca Dockyard (starost neznana). Te plasti so opazno poškodovane in deformirane.
Formacija skrilavca Katalonskega zaliva, ki je pretežno iz skrilavca, vsebuje tudi debele enote, sestavljene bodisi iz rjavega apnenčastega peščenjaka, mehkega skrilavega peščenjaka s preplastenim modrikasto-črnim apnencem in vmesnih zelenkasto-sivih laporjev in temno sivih rožencev. Formacija skrilavca v zalivu Katalonskem zalivu vsebuje neopredeljene ehinoidne bodice in drobce belemnita ter redke zgodnjejurske (srednji lias) amonite.
Gibraltarski apnenec je sestavljen iz sivkasto belih ali bledo sivih kompaktnih in včasih fino kristaliničnih srednje do debelih slojastih apnencev in dolomitov, ki lokalno vsebujejo rožnate plasti. Ta formacija obsega približno tri četrtine Gibraltarske skale. Geologi so v njej našli različne slabo ohranjene in močno erodirane ter zvaljane morske fosile. Fosili, najdeni v gibraltarskem apnencu, so različni ramenonožci, korale, delci iglonožcev, polži, školjke in stromatoliti. Ti fosili kažejo na zgodnjo jursko starost (spodnji lias) za odlaganje gibraltarskega apnenca.
Formacije skrilavca Little Bay in Dockyard tvorita zelo majhen del Gibraltarske skale. Little Bay Shale Formation je sestavljena iz temno modrikasto sivega nefosilnega skrilavca, ki je prepreden s tankimi plastmi peska, blatnika in apnenca. Je pred gibraltarskim apnencem. Dockyard Shale Formation je neopisan pester skrilavec neznane starosti, ki leži zakopan pod gibraltarsko ladjedelnico in obalnimi zaščitnimi strukturami.
Čeprav so bile te geološke formacije odložene v zgodnjem delu jurskega obdobja pred približno 175–200 milijoni let, je njihov trenutni videz posledica veliko novejših dogodkov izpred približno 5 milijonov let. Ko je Afriška tektonska plošča tesno trčila v Evrazijsko ploščo, je Sredozemlje postalo jezero, ki je sčasoma presahnilo med Mesinsko krizo slanosti. Atlantski ocean je nato prebil Gibraltarsko ožino in posledične poplave so ustvarile Sredozemsko morje. Skala je del Betične kordiljere, gorovja, ki prevladuje nad jugovzhodno Iberijo. Lokalna geologija regije je v zadnjih 200.000 letih dvignila kamnino za približno 0,05 mm na leto (ali skupni dvig okoli 10 metro), pred tem pa vsaj 50.000 let je bil dvig za 0,33 mm na leto za skupen dvig približno 26,5 metrov v zadnjih 250.000 letih.
Danes Gibraltarska skala tvori polotok, ki štrli v Gibraltarski preliv z južne obale Španije. Rt je s celino povezan s peščenim tombolom z največjo nadmorsko višino 3 m. Na severu se Skala dviga navpično od morske gladine do 411,5 m pri Rock Gun Battery. Najvišja točka Skale je 426 m blizu južnega konca nad ožino pri O'Hara's Battery. Osrednji vrh Skale, Signal Hill in zgornja postaja gibraltarske žičnice, stoji na nadmorski višini 387 m. Bližnje pečine vzdolž vzhodne strani Skale se spuščajo do niza z vetrom napihanih peščenih pobočij, ki izvirajo iz poledenitve, ko je bila gladina morja nižja od današnje, peščena ravnina pa se je razširila vzhodno od vznožja Skale. Zahodna stena, kjer je mesto Gibraltar, je sorazmerno manj strma.
Kalcit, mineral, ki sestavlja apnenec, se v deževnici počasi topi. Sčasoma lahko ta proces tvori jame. Zaradi tega Gibraltarska skala vsebuje več kot 100 jam. Jama svetega Mihaela, ki je na polovici zahodnega pobočja Skale, je najbolj izstopajoča in priljubljena turistična atrakcija.
Fosile neandertalcev so našli na več lokacijah. Leta 1848 so v Forbesovem kamnolomu, ki je na severni strani Skale, našli lobanjo neandertalke. Vendar je bil njen pomen priznan šele po odkritju tipskega primerka leta 1856 v dolini Neander. Pri izkopavanjih v Gorhamovi jami, ki je blizu morske gladine na vzhodni strani Skale, so našli dokaze, da so jo uporabljali neandertalci, rastlinski in živalski ostanki v jami pa so pričali o zelo raznoliki prehrani neandertalcev.

## Vzhodna stena
Vzhodna stena skale je sestavljena iz strmih pečin in melišč, ki se spuščajo proti morju in omogočajo malo prostora za človeško bivanje. V sodobnem času je bila cesta (Sir Herbert Miles Road, poimenovana po generalpodpolkovniku Sir Herbertu Milesu, guvernerju Gibraltarja 1913-1918) vrezana v obalo, njen najjužnejši del pa poteka skozi predor (Dudley Ward Way, poimenovan po Sir Alfredu Dudleyu Ward, guverner Gibraltarja 1962-1965) v skali. 
Proti jugovzhodnemu koncu skale blizu morske gladine je Gorhamova jama, ki je na Unescovem seznamu svetovne dediščine.

## Utrdba

### Mavrski grad
Mavrski grad je ostanek mavrske vladavine nad Gibraltarjem, ki je trajala 710 let. Zgrajen je bil leta 711 našega štetja, ko je berberski poglavar Tarik ibn Zijad prvič pristal na Skali, ki še vedno nosi njegovo ime. Muslimanski zgodovinar iz 17. stoletja Al-Makari je zapisal, da je Tarik ob pristanku zažgal svoje ladje.
Glavna stavba, ki ostaja, je Tower of Homage, masivna stavba iz opeke in zelo trdega betona, imenovanega tapia. V zgornjem delu stolpa so bili bivalni prostori nekdanjih stanovalcev in mavrska kopel.

### Galerije
Edinstvena značilnost Skale je njen sistem podzemnih prehodov, znan kot Galerije ali Veliki oblegovalni predori.
Prvi od teh je bil izkopan proti koncu velikega obleganja Gibraltarja, ki je trajalo od 1779 do 1783. General Elliot, kasneje lord Heathfield, ki je poveljeval garniziji med obleganjem, si je želel sprožiti bočni ogenj na španske baterije v ravnini pod severno steno Skale. Na predlog nadnarednika Henryja Incea iz kraljevih inženirjev je dal izvrtati predor iz točke nad Willisovo baterijo za komunikacijo z Notchom, naravno projekcijo s severne stene. Načrt je bil, da tam montiramo baterijo. Sprva ni bilo namena, da bi v tem predoru naredili vdolbine, vendar je bilo ugotovljeno, da je potrebna odprtina za prezračevanje; takoj ko je bil izdelan, so vanj vgradili top. Do konca obleganja so Britanci izdelali šest takšnih brazd in namestili štiri topove.
Galerije, ki jih lahko obiščejo turisti, so bile poznejši razvoj iste ideje in so bile dokončane leta 1797. Sestavljene so iz celotnega sistema dvoran, vdolbin in prehodov v skupni dolžini skoraj 304 m. Z njih je mogoče videti vrsto edinstvenih pogledov na Gibraltarski zaliv, ožino in Španijo.

### Druga svetovna vojna in naprej
Ko je leta 1939 izbruhnila druga svetovna vojna, so oblasti evakuirale civilno prebivalstvo v Maroko, Združeno kraljestvo, Jamajko in Madeiro, da bi lahko vojska utrdila Gibraltar pred morebitnim nemškim napadom. Do leta 1942 je bilo na Skali več kot 30.000 britanskih vojakov, mornarjev in letalcev. Razširili so sistem predorov in Skalo naredili za temeljni kamen v obrambi ladijskih poti v Sredozemlje.
Februarja 1997 je bilo razkrito, da imajo Britanci skrivni načrt, imenovan Operacija Tracer, da skrijejo vojake v predorih pod Skalo, če bi jo Nemci zajeli. Ekipa v skali bi imela radijsko opremo, s katero bi poročala o premikih sovražnika. Šestčlanska ekipa je pod krinko na Gibraltarju čakala dve leti in pol. Nemci se nikoli niso približali zasedbi Skale, zato moški niso bili nikoli zaprti notri. Po koncu vojne je bila ekipa razpuščena, da bi nadaljevala s civilnim življenjem.

### Izreki
Pregovor »trden kot Gibraltarska skala« se uporablja za opis entitete, ki je zelo varna ali trdna.
Moto kraljevega gibraltarskega polka in samega Gibraltarja je Nulli Expugnabilis Hosti (latinsko za 'Noben sovražnik nas ne bo izgnal').

## Naravni rezervat
Približno 40 % površine Gibraltarja je bilo leta 1993 razglašeno za naravni rezervat.

### Rastlinstvo in živalstvo
Rastlinstvo in živalstvo Gibraltarskga naravnega rezervata je varstvenega pomena in je zaščiteno z zakonom. Znotraj rezervata je vrsta živali in rastlin, a najpomembnejši so berberski makaki (Macaca sylvanus) (slavne skalne opice), afriška kotorna (Alectoris barbar) in cvetlice, kot so navadna zvezdica, timijan in Iberis gibraltarica. Berberski makaki so morda potomci pobeglih severnoafriških živali, prepeljanih v Španijo; možno je tudi, da so prvotni gibraltarski makaki ostanek populacij, za katere je znano, da so se razširile po vsej južni Evropi v pliocenu, do 5,5 milijona let nazaj. Nekatere živali na Skali je ponovno naselil Alameda Wildlife Conservation Park, ki ima tri berberske makake.

### Ptice
Gibraltarska skala je izrazit rt, kjer se v obdobjih prehoda zbirajo ptice selivke. Vegetacija na Skali, edinstvena v južni Iberiji, zagotavlja začasen dom številnim vrstam ptic selivk, ki se ustavijo, da si odpočijejo in se nahranijo, preden nadaljujejo selitev za prečkanje morja in puščave. Spomladi se vrnejo, da se napolnijo, preden nadaljujejo v zahodno Evropo, potovanja, ki jih lahko pripeljejo do Grenlandije ali Rusije.
BirdLife International je Skalo označil za pomembno območje za ptice, ker je ozko grlo selitev ali zaporna točka za približno 250.000 ujed, ki letno prečkajo preliv in ker podpira razmnoževanje populacij afriške kotorne in južne postovke.